# Flughafen Kaohsiung

i7
i11
i13
Der Flughafen Kaohsiung (chinesisch 高雄國際機場, englisch Kaohsiung International Airport, IATA-Code: KHH, ICAO-Code: RCKH) ist ein internationaler Flughafen in Kaohsiung, Taiwan. Er ist nach dem Flughafen Taipei Taoyuan der zweitgrößte Flughafen Taiwans. Von ihm aus werden jährlich 15 % aller internationalen Flugpassagiere Taiwans abgewickelt. Er dient als ein Drehkreuz von China Airlines.

## Verkehrsanbindung

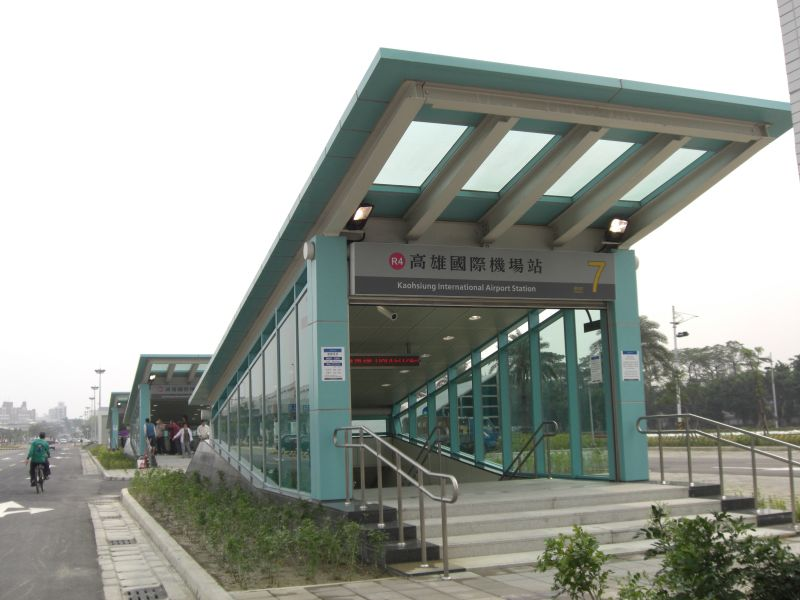
Flughafen U-Bahnhof

Der Flughafen befindet sich im südlichen Kaohsiunger Stadtteil Xiaogang.
- Kaohsiung MRT: Rote Linie der Kaohsiung Mass Rapid Transit, des U-Bahnsystems der Stadt
- mehrere Bus- und Reisebusverbindungen. Die Bushaltestellen befinden sich zwischen dem internationalen und dem Inlandsterminal.
- Taxi-Stände befinden sich bei beiden Terminals
- Autovermietungen befinden sich ebenfalls zwischen dem internationalen und dem Inlandsterminal. Die nächste Fernstraße ist der National Highway 1.

## Geschichte
| Jahr | Flugbe- wegungen | Passagiere (in 1000) | Fracht (in t) |
| ---- | ---------------- | -------------------- | ------------- |
| 1971 | 11.036           | 518                  | 4.695         |
| 1981 | 21.667           | 1.585                | 19.268        |
| 1991 | 58.440           | 4.046                | 46.284        |
| 2001 | 94.531           | 8.285                | 88.744        |
| 2007 | 67.149           | 5.717                | 70.241        |
| 2008 | 47.793           | 4.161                | 62.139        |
| 2009 | 40.335           | 3.661                | 56.863        |
| 2010 | 41.300           | 4.053                | 69.413        |
| 2011 | 42.596           | 4.051                | 59.193        |
| 2012 | 45.302           | 4.466                | 57.320        |
| 2013 | 46.721           | 4.646                | 60.508        |
| 2014 | 51.681           | 5.397                | 68.767        |
| 2015 | 55.685           | 6.001                | 63.031        |
| 2016 | 57.446           | 6.417                | 71.448        |

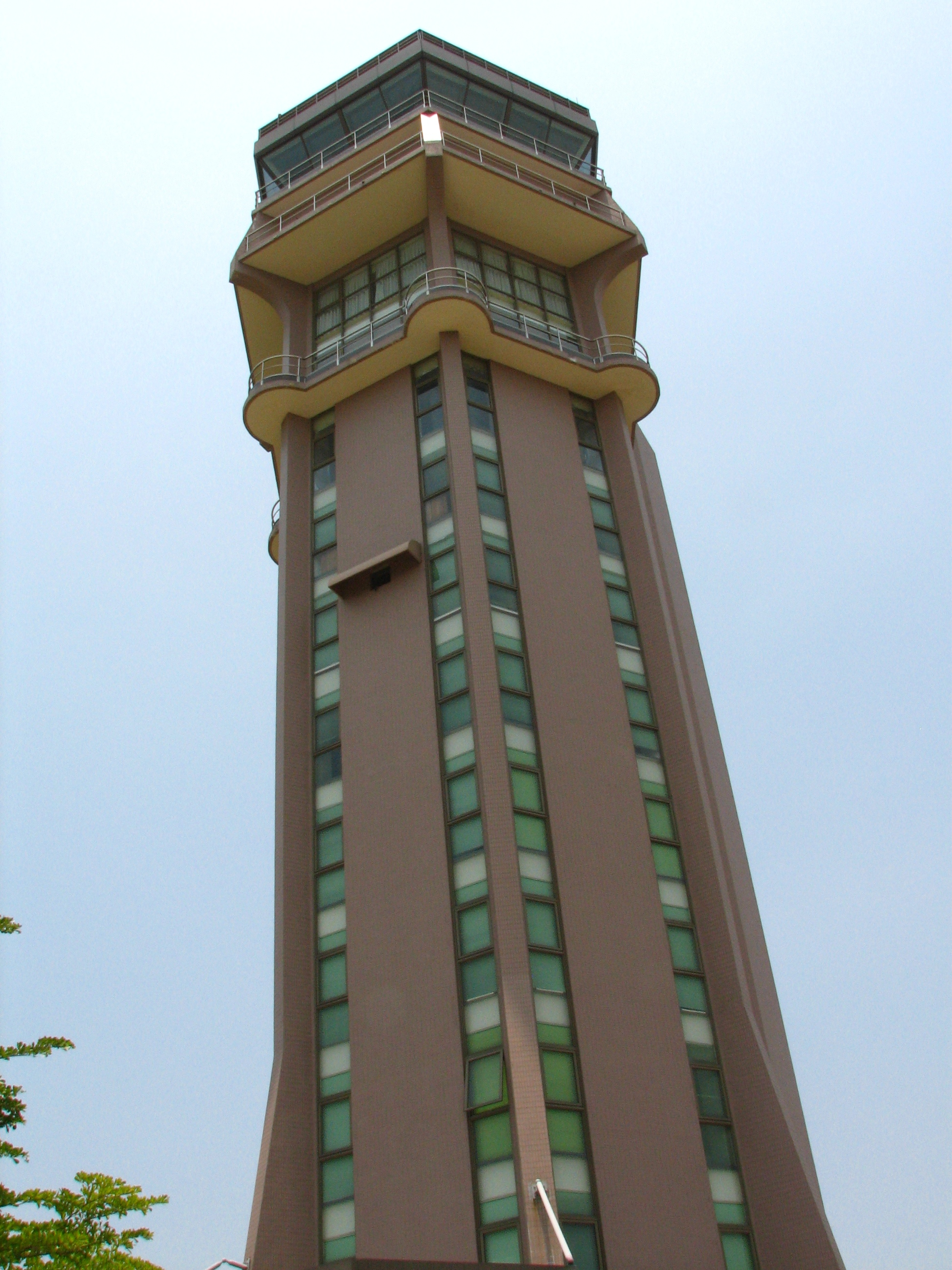
Tower

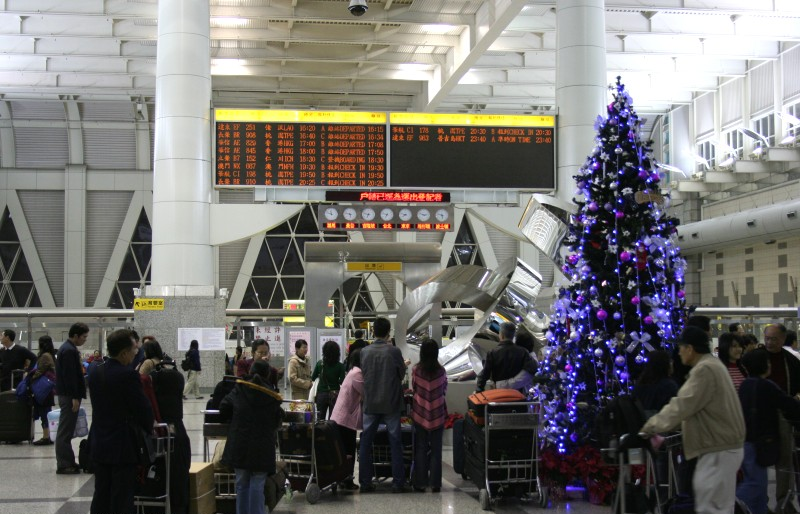
Ankunftsbereich

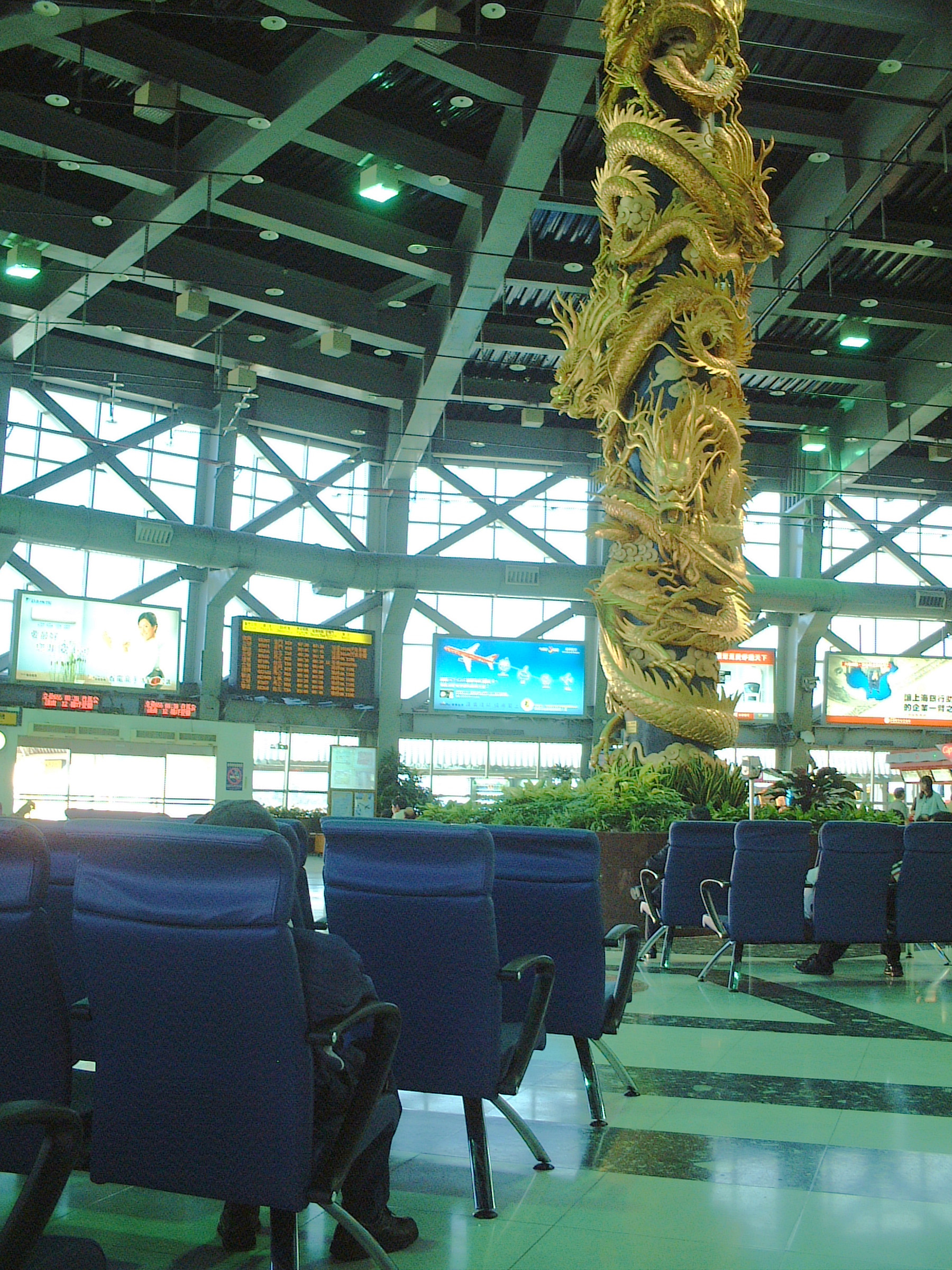
Abflughalle von innen mit Drachensäule

Der Flughafen wurde 1945 während der japanischen Kolonialzeit von der Armee errichtet. Im Jahr 1965 übernahm die Civil Aeronautics Administration den Flughafen. Somit starteten die ersten Inlandsflüge.
Während der 1970er und 1980er Jahre gingen die internationalen Ziele deutlich zurück. Es wurden ausschließlich Hongkong und Tokio angeflogen. Anfang der 1990er Jahre wurde die Verbindung nach Taipei aufgenommen. Dies bot den Süd-Taiwanern mehr Komfort und Service, da ab Taipei mehr internationale Ziele angeboten werden. Zurzeit werden südostasiatische Ziele schrittweise angeboten, da der Zeitaufwand von Süden nach Norden und dann von Norden noch weiter nach Süden zu hoch war. Dies trug zu einem hohen Passagierschub am Flughafen bei, sodass 1997 das internationale Terminal eröffnet wurde.
Im Jahr 1998 eröffnete EVA Air eine Verbindung nach Los Angeles. Sie wurde jedoch drei Monate später mangels Passagiere wieder eingestellt. Northwest Airlines bot drei Jahre später die Verbindungen nach Osaka und nach Tokio an. Sie wurden jedoch wegen eines Passagiermangels wegen der Terroranschläge vom 11. September ebenfalls eingestellt. Aus diesen Gründen nehmen die Passagierzahlen seit 1997 drastisch ab.
Seit der Eröffnung der Taiwan High Speed Rail 2007, die eine Nord-Süd-Verbindung in Taiwan ermöglicht, nehmen die Passagierzahlen, wegen der zahlreichen Inlandsverbindungen, stark ab. Etliche Fluggesellschaften gingen in Insolvenz. Die meisten Fluggesellschaften sehen eine Hoffnung nach Japan, Korea oder auf das chinesische Festland zu fliegen.

## Fluggesellschaften und Ziele

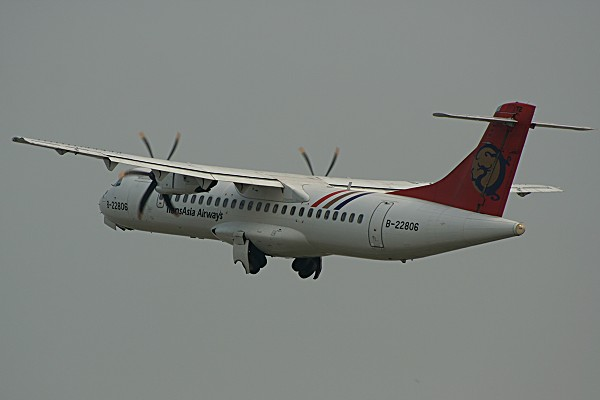
Start einer ATR-72 der TransAsia Airways

Die größten/wichtigsten Fluggesellschaften, welche Kaohsiung anfliegen, sind China Airlines, Japan Airlines, Malaysia Airlines, Vietnam Airlines und Xiamen Airlines. Die größten/wichtigsten von Kaohsiung aus angeflogenen Ziele sind Bangkok, Guangzhou, Hongkong, Kuala Lumpur, Manila, Seoul, Shanghai, Shenzhen, Singapur, Taipei, Tokio und Xiamen. Im Frachtbereich fliegt nur China Airlines Cargo nach Hongkong, Manila und Taipei.

## Zwischenfälle
- Am 2. Januar 1969 geriet eine Douglas DC-3/C-47A-10-DDK der taiwanischen China Airlines (Luftfahrzeugkennzeichen B-309) im Sinkflug auf den Flughafen Kaohsiung in einen sehr starken Abwind, kollidierte mit Bäumen und schlug in einer Höhe von 6420 Fuß (1950 Metern) in die Bergflanke des Mount Paku ein. Alle 24 Insassen, fünf Besatzungsmitglieder und 19 Passagiere, kamen ums Leben.[3]